# Apoyo (canto)
El apoyo es la capacidad de un cantante o instrumentista de viento de balancear la actividad de diafragma, abdomen y laringe para controlar la presión del aire debajo de la laringe o la embocadura. Mientras que en muchos instrumentos de viento (oboe, fagot, clarinete, corno), el apoyo sube la presión del aire, el apoyo del cantante reduce la presión.

## Apoyo en el Bel Canto
Para el cantante lírico, el trabajo del apoyo es una de las bases del bel canto. El científico de acústica Fritz Winckel define el apoyo en cuanto al canto como sigue:
„El apoyo es la resistencia que el aparato de músculos de inspiración contrapone a la deflación del recipiente del aire. El apoyo sirve para reducir la presión inferior a la laringe, necesaria para la fonación, a la presión critica (presión óptima de trabajo).“
El resultado de la actividad del apoyo del cantante se manifiesta en la característica del sonido vocal. Un sonido con poco apoyo suena débil y flácido, un sonido con demasiado apoyo suena fijo, duro y agresivo. Solo con un apoyo bien balanceado, se puede lograr el mezza di voce y la coloratura.